# Reed
Re este o localitate din comuna Gloppen, provincia Sogn og Fjordane, Norvegia, cu o suprafață de 0,49 km² și o populație de 365 locuitori (2013).